# Westbrook, Connecticut
Westbrook är en kommun (town) i Middlesex County i delstaten Connecticut, USA med 6 292 invånare (2000). Den har enligt United States Census Bureau en area på totalt 55,4 km² varav 14,7 km² är vatten.